# Effetto foto-Dember

Simulazione Monte-Carlo semplificata dell'effetto foto-dember nei semiconduttori. Si presume che gli elettroni abbiano una mobilità 3 volte più grande delle lacune (ai fini della visualizzazione). Si può osservare come gli elettroni si diffondano lontano dalla superficie più velocemente delle lacune che spostano il "centro di carica negativa" più in profondità nel semiconduttore mentre le lacune ("centro di carica positiva") rimangono più vicini alla superficie, formando così un dipolo.

Nella fisica dei semiconduttori, l'effetto foto-Dember (dal nome del suo scopritore Harry Dember) è la formazione di un dipolo di carica nelle vicinanze di una superficie a semiconduttore dopo la fotogenerazione ultraveloce di portatori di carica
. Il dipolo si forma a causa della differenza di mobilità (o costanti di diffusione) per lacune ed elettroni che combinati con la rottura della simmetria fornita dalla superficie portano ad un'efficace separazione di carica nella direzione perpendicolare alla superficie. In un campione isolato, dove il flusso macroscopico di una corrente elettrica è proibito, i portatori veloci (spesso gli elettroni) sono rallentati e i portatori lenti (spesso le lacune) sono accelerati da un campo elettrico, chiamato campo di Dember.

## Applicazioni
Una delle principali applicazioni dell'effetto foto-Dember è la generazione di impulsi di radiazione terahertz per la spettroscopia nel dominio del tempo terahertz. Questo effetto è presente nella maggior parte dei semiconduttori, ma è particolarmente forte nei semiconduttori a gap stretto (principalmente arsenidi e antimonidi) come l'arseniuro di indio (InAs) e l'antimoniuro di indio (InSb) a causa della loro elevata mobilità elettronica. L'emissione di terahertz foto-Dember non deve essere confusa con l'emissione di campo superficiale, che si verifica se le bande di energia superficiale di un semiconduttore cadono tra le sue bande di valenza e conduzione, che produce un fenomeno noto come pinning del livello di Fermi causando, a suo tempo, la flessione della banda e di conseguenza la formazione di uno strato di esaurimento o accumulo vicino alla superficie che contribuisce all'accelerazione dei portatori di carica. Questi due effetti possono contribuire in modo costruttivo o distruttivo alla formazione del dipolo a seconda della direzione della flessione della banda.